# SIG SG 552卡賓槍
SIG SG 552是SIG SG 550的縮短版本卡賓槍，由Swiss Arms（前身為SIG Arms）制造。

## 設計
SIG SG 552發射5.56×45毫米北約標準步槍彈，裝有摺疊槍托，9英吋的槍管、扳機護圈亦可翻開，以便手套時操作，備有可裝配件的戰術導軌。
SIG SG 552是SIG SG 550槍族成員之一，同樣使用改良自AK的導氣系统。
SIG SG 552主要裝備於瑞士軍隊及部份國家的特警隊，在瑞士不向民間發售。

## 使用國
- 阿根廷
- - 特警單位
- 巴西
- 智利
- 埃及
- 芬兰
- 法國
  - 法國國家憲兵干預組
  - 法國海軍突擊隊
- 德国
  - 德國聯邦警察GSG 9
- 印度尼西亞
- 義大利
- 立陶宛
- 澳門
  - 治安警察局特別行動組
- 马来西亚
- 巴基斯坦
- 葡萄牙
  - 特警單位
- 羅馬尼亞
  - 特警單位
- 沙烏地阿拉伯
- 塞爾維亞
  - 反恐特警單位
- 南非
- 西班牙
- 瑞士
  - 瑞士武裝部隊特種部隊
  - 特警單位
- 英国
  - 德比郡警察
- 美国
  - 美國陸軍特種部隊
  - 美國海軍特種作戰開發群
  - 部份地方警察局的特種武器和戰術部隊
- 乌拉圭
- 梵蒂冈
  - 瑞士近衛隊
- 委內瑞拉

## 流行文化

### 電影
- 2004年—：由保護傘公司及特種戰術和救援小隊（S.T.A.R.S.）的隊員所使用。
- 2010年—：雪地塗裝並附有皮卡汀尼導軌，由伊姆斯（湯姆·哈迪飾演）用於第三層夢境。
- 2011年—《沙漠神兵》：裝有ACOG TA11瞄準鏡、戰術燈和抑制器。由一名法國海軍突擊隊隊員於科索沃行動期間所使用。
- 2012年—：裝上EOTECH全息瞄準鏡，由里昂·史考特·甘迺迪（約翰·厄柏飾演）所使用。
- 2012年—《逆戰》：由王尚恩（安志傑飾演）用在約旦執行的任務。
- 2012年—：由桑族武裝份子所使用。
- 2013年—：由瓦迪姆所使用，後來被主角約翰·凱爾（查寧·塔圖姆飾演）所繳獲。
- 2014年—：由托爾·羅德（蘭迪·寇楚飾演）所使用，裝有全息瞄準鏡和前握把。
- 2017年—：於故事後期由桑提諾·德安托紐（里卡多·史卡馬西奧飾演）的其中一名保鏢所使用。

### 電子遊戲
- 1999年—及其後續作品（Online；而在《全球攻勢》中則被誤稱為“SG 553”的SIG SG 556突擊步槍所取代）：命名為「Krieg 552」，裝有ACOG光學瞄凖鏡，在使用時，僅會將遊戲畫面拉近。奇怪地被設定為恐怖份子的專屬武器，没有無彈後定，以及在第一人稱視角中的武器模組採用鏡像佈局（右手持槍時拉機柄和拋殼口在左邊）。
- 2008年—《戰地之王》：型號為SG 552 Commando，奇怪地被歸類為衝鋒槍。在商城以歐元作為販賣，可進行改裝，與真槍比起來射速偏高，可能是因為AVA戰地之王的設計者當初認為，射速設定為68才比較符合衝鋒槍的性質。改版過後該槍械可進行升級，以SG556 Commando的型號重新現身在商城，可進行改裝，仍然保持高射速的優勢。部分零件偏向瞄準射擊能力強化，但是用過的玩家們認為這把槍無法與步槍相匹敵，且射程很短，只能用作近距離交戰。
- 2012年—《战争前线》：型号为SG 552 Commando，命名为“SIG 552”，使用30发弹匣供彈。为工程兵专用武器，K点购买，可以改装枪口配件（通用消音器、冲锋枪消音器、冲锋枪制退器、冲锋枪刺刀）、战术导轨配件（通用握把、冲锋枪握把、冲锋枪握把架）以及瞄准镜（EOTECH 553全息瞄准镜、绿点全息瞄准镜、红点瞄准镜、冲锋枪普通瞄准镜、冲锋枪高级瞄准镜、冲锋枪专家瞄准镜）。
- 2013年—《絕對武力Online 2》：命名為“SG552”，裝有瞄準鏡及前握把，但其外型比較接近SG553，為恐怖份子專用武器。
- 2013年—：型號為SG 552-2，附有皮卡汀尼導軌以用作裝上各種戰術配件，命名為「Commando 553」。
- 2015年—：命名為「552 Commando」，機匣頂部附有皮卡汀尼導軌；奇怪地使用20發彈匣供彈，卻可裝彈30發。由德國聯邦警察第九國境守備隊幹員和“白面具”恐怖份子所使用。
- 2019年—：第二季新增武器，命名為“GRAU 5.56”，外觀與真槍稍有不同，可作定制改裝，並能夠改造成類似SG 551及SG 550狙擊型的武器。
- 2021年—《蔚藍檔案》：黑見茜香的固有武器「Sincerity」原型。
- 2024年—《三角洲行动》：命名为“SG552突击步枪”。